# Tom Clancy’s The Division
Tom Clancy’s The Division ist ein Loot-Shooter aus dem Hause Ubisoft, der von Massive Entertainment und Red Storm Entertainment entwickelt wurde. Das Spiel wurde am 8. März 2016 für Windows, PlayStation 4 und Xbox One veröffentlicht. Es handelt sich um einen Third-Person-Shooter mit Progressionssystem (von Ubisoft offiziell als RPG-Anpassungen bezeichnet und vermarktet), der in einer Open World angesiedelt ist und dessen elementare Spielmechanik auf die Erbeutung besserer Waffen und Ausrüstungsgegenstände (Loot) ausgerichtet ist.

## Handlung
In den USA bricht von New York City ausgehend eine Epidemie aus, die als Dollar-Grippe bezeichnet wird. Viele Menschen sind schwer erkrankt und sterben an den Folgen des Virus, bereits nach wenigen Tagen ist das Leben in der Stadt zum Erliegen gekommen. Im Vorfeld kam es zu einem problematischen Domino-Effekt. Zunächst brach die Infrastruktur komplett zusammen, die Versorgung mit Lebensmitteln und anderen wichtigen Ressourcen zum Überleben wurde unterbrochen und das totale Chaos brach aus. Die am schlimmsten betroffenen Teile der Stadt wurden vollständig abgeriegelt, um sie zu isolieren (sogenannte Dark Zones).
Daraufhin wird die Strategic Homeland Division (kurz The Division) aktiviert. Es handelt sich dabei um eine geheime Spezialeinheit von Schläferagenten, die dann aktiv wird, wenn alle anderen staatlichen Einrichtungen und Maßnahmen versagen und ein zumindest teilweiser staatlicher Zusammenbruch erfolgt. Einige Agenten dieser Einheit befinden sich im mittlerweile fast menschenleeren New York, wo die Anomie ausgebrochen ist. Ihre Aufgabe besteht darin, den endgültigen Absturz der Gesellschaft zu verhindern und die Ordnung so weit wie möglich wiederherzustellen. Unterstützung erhält die Division nur von der JTF, der Joint Task Force, in der die Reste von Polizei, Feuerwehr und Militärpersonal organisiert wurde.
Im Laufe der Handlung wird klar, dass verschiedene kriminelle Gruppierungen die Gunst der Stunde nutzen wollen und eigene Ziele verfolgen. Dazu gehören sogar einige Agenten der Division, die in der ersten Welle aktiviert wurden, später aber abtrünnig wurden und nun von Agenten der zweiten Welle (wie dem Spieler) gejagt und neutralisiert werden. Ebenso wird nach und nach aufgedeckt, wie der Virus entstanden ist und dass offenbar bestimmte Kräfte ein Interesse daran haben, die Situation derart eskalieren zu lassen. Gleichzeitig bemüht man sich, ein Gegenmittel zu entwickeln, was schließlich Dr. Jessica Kandel gelingt, die feststellen musste, dass das Virus künstlich erschaffen worden ist und es sich somit um Bio-Terrorismus handelte.

## Entwicklung

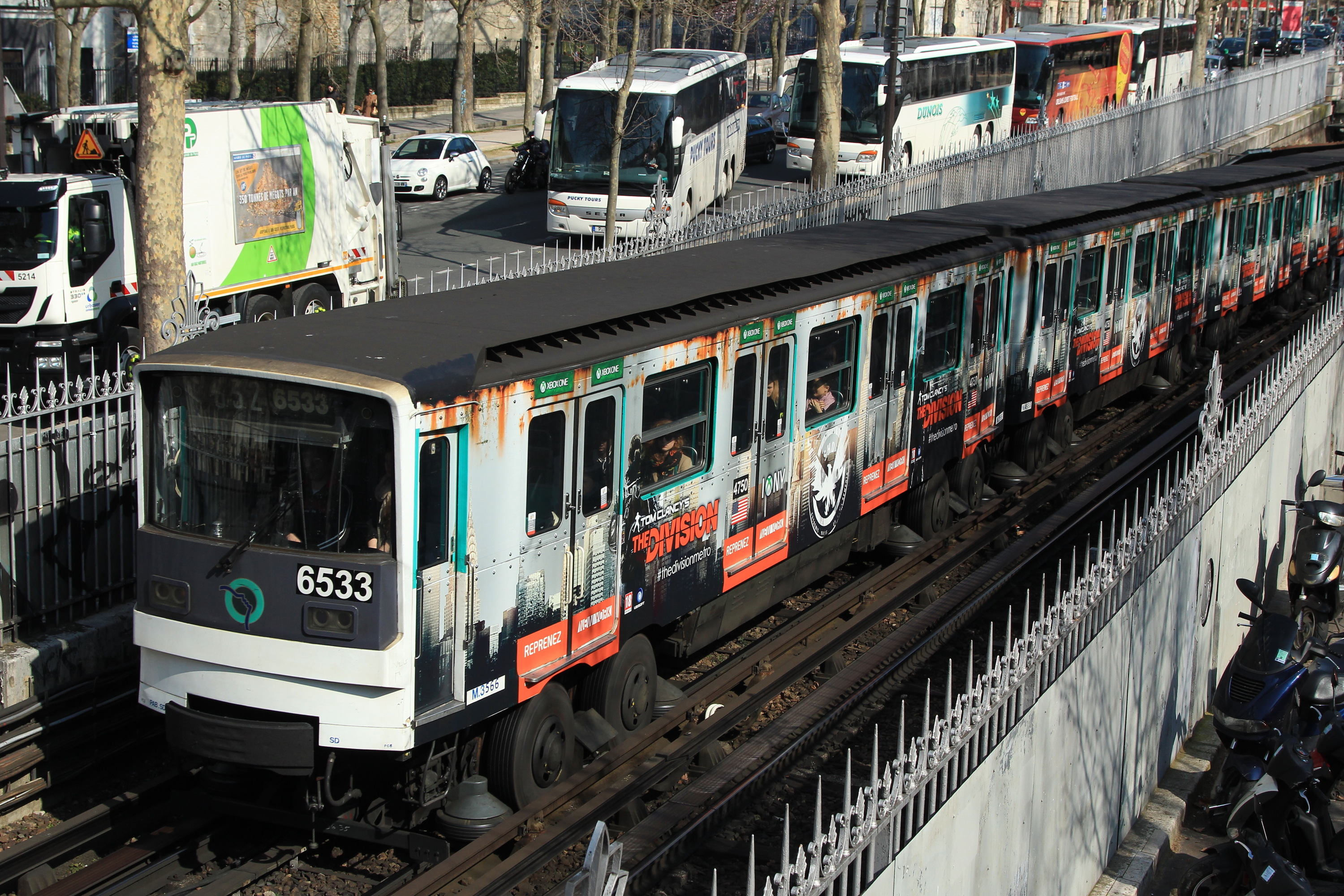
Werbung auf einer Pariser U-Bahn

Das Spiel wurde erstmals auf der Electronic Entertainment Expo 2013 vorgestellt, wo eine rund siebenminütige Gameplay-Demo gezeigt wurde. Die Ausgangssituation, die Folgen einer verheerenden Epidemie für die moderne Gesellschaft mit ihrer hochgradigen Arbeitsteilung und der empfindlichen Infrastruktur, basiert auf einer Übung der US-Regierung im Jahr 2001, die den Namen Dark Winter trug.
The Division wurde zu Beginn ausschließlich für die 8. Konsolengeneration entwickelt. Später äußerte sich Ubisoft jedoch über die Veröffentlichung einer PC-Version. Die PC-Version wurde aufgrund von Bitten vieler Spieler, die eine Petition einreichten, entwickelt und gleichzeitig zu den Konsolenversionen veröffentlicht. Wie auch bei anderen Titeln von Ubisoft findet der Denuvo-Kopierschutz bei der PC-Version Verwendung. Im Vorfeld wurde angekündigt, dass es exklusive Inhalte für die Xbox-One-Version geben soll.
Das Spiel verwendet die neuentwickelte Snowdrop-Engine, die Verbesserung bei der Darstellung von Wetterverhältnissen (besonders Schnee, daher der Name) und einen höheren Detailgrad der Umgebung mit sich bringen soll.
Das Spiel sollte eine Verbindung von Hauptspiel und Tablet unterstützen – dieses Feature schaffte es jedoch nicht in die finale Version.
Der DLC Untergrund, die erste Erweiterung für Tom Clancy’s The Division, erschien am 28. Juni 2016 für Xbox One und Windows PC. Für die PlayStation 4 wurde der DLC am 2. August veröffentlicht. Der DLC Überleben, die zweite Erweiterung; erschien am 22. November 2016 für Xbox One und Windows PC. Für die PlayStation 4 wurde der DLC am 20. Dezember veröffentlicht. Letztes Gefecht, die dritte Erweiterung, erschien am 28. Februar 2017 und gleichzeitig für Xbox One, Windows PC und PlayStation 4.
Neben Erweiterungen hat Entwickler Ubisoft Updates bereitgestellt, die neben Veränderungen auch einige neue Inhalte kostenlos zur Verfügung stellen.

## Rezeption
Statt ein Chaos einer Pandemie zu simulieren, sei die Spielwelt sehr geordnet. Die Nebenmissionen seien oft repetitiv. Nicht-Spieler-Charaktere können ausschließlich Alltagsgespräche führen und dienen fast ausschließlich zur Generierung von Erfahrungspunkten durch ihren Abschuss. Ubisoft folge seinem üblichen Schema. Die Emotionalität des Pandemie-Szenarios fehle gänzlich. Die Elemente des Gameplay seien elegant umgesetzt und passen gut zusammen. Die Rollspielelemente und der starke Fokus auf den Koop-Modus sei gut gelungen. Für Spieler vollständig entwickelter Charaktere sei im Grundspiel nicht mehr viel zu entdecken. Die Action sei nicht so griffig wie bei Konkurrent Destiny. Die Dark Zone erinnere an DayZ und sorge für spannende Momente. Das postapokalyptische New York sehe atemberaubend aus. Das Spieldesign sei jedoch streng repetitiv. Missionen bestehen immer aus dem Ausschalten der immer gleichen und wenig abwechslungsreichen Gegnertypen, um unspektakuläre Ausrüstungsgegenstände zu erbeuten. Die Spiel-Balance im Team sei fair und angenehm fordernd. Der Player versus Player in der Dark Zone werde von den Online-Spielern durch ihr Verhalten teilweise bis zur Unspielbarkeit konterkariert. Der Einstieg ins Spiel sei schwach und erkläre nicht ausreichend. Die Gamepad-Steuerung sei schwammig. Oftmals beschießen einen Computergegner innerhalb der Deckung aus unplausiblen Winkeln. Die Gegner benötigen insbesondere im späteren Spielverlauf sehr viel Beschuss, bis sie besiegt sind. Mit der neuen Marke habe Massive ein Universum geschaffen, das spannend und atmosphärisch zugleich sei. GameStar wertete aufgrund der Patches auf. Der Soundtrack sei wunderbar reduziert die Geräuschkulisse realistisch und immer darauf bedacht, die Situation zu unterstützen. Die Waffen klängen satt.

## The Division 2
Am 8. März 2018 wurde von Ubisoft bestätigt, dass Massive Entertainment bereits am Nachfolger Tom Clancy’s The Division 2 arbeitet und eine Demo auf der E3 2018 erfolgt. Die Fortsetzung erschien schließlich am 15. März 2019 für Windows, Xbox One und Playstation 4.
The Division 2 spielt sieben Monate nach der Handlung im ersten Teil. Es konnte zwar am Ende des 1. Teils ein Gegenmittel gegen die Dollar-Grippe entwickelt werden, die staatliche Ordnung droht aufgrund der Folgen der Epidemie dennoch weiterhin zu kollabieren. Agenten der Division werden nun auch im hochsommerlichen Washington, D.C. eingesetzt, das ebenfalls hart vom Virusausbruch und dem Zusammenbruch der Infrastruktur getroffen worden ist. Kriminelle und terroristische Gruppierungen agieren in der Hauptstadt, während die überlebenden Zivilisten weitgehend sich selbst überlassen wurden. Wie in New York, ist auch hier noch die JTF aktiv, einige Zivilisten haben sich zudem in befestigten Gemeinschaften zusammengeschlossen. Im Hintergrund sind weiterhin weitgehend unbekannte Kräfte aktiv, die den Zusammenbruch für ihre eigenen Zwecke nutzen wollen (wie die geheimnisvolle Organisation Black Tusk).

## Geplante Verfilmung
Ende April 2018 wurde zudem bestätigt, dass es einen Film zum Spiel geben soll. Regie soll David Leitch führen, die Hauptrolle spielt Jake Gyllenhaal. Der Start des Films war für Ende 2019/Anfang 2020 geplant.